# Веббервілл (Мічиган)
Веббервілл (англ. Webberville) — селище (англ. village) в США, в окрузі Інгем штату Мічиган. Населення — 1288 осіб (2020).

## Географія
Веббервілл розташований за координатами 42°39′48″ пн. ш. 84°10′34″ зх. д. / 42.66333° пн. ш. 84.17611° зх. д. (42.663307, -84.176145).  За даними Бюро перепису населення США в 2010 році селище мало площу 4,78 км², з яких 4,75 км² — суходіл та 0,03 км² — водойми.

## Демографія
Згідно з переписом 2010 року, у селищі мешкали 1272 особи в 508 домогосподарствах у складі 352 родин. Густота населення становила 266 осіб/км².  Було 573 помешкання (120/км²).
Расовий склад населення:
| - 97,5 % — білих - 0,6 % — чорних або афроамериканців - 0,2 % — корінних американців - 0,1 % — азіатів |

До двох чи більше рас належало 0,9 %. Частка іспаномовних становила 2,7 % від усіх жителів.
За віковим діапазоном населення розподілялося таким чином: 26,4 % — особи молодші 18 років, 64,4 % — особи у віці 18—64 років, 9,2 % — особи у віці 65 років та старші. Медіана віку мешканця становила 35,6 року. На 100 осіб жіночої статі у селищі припадало 98,4 чоловіків;  на 100 жінок у віці від 18 років та старших — 97,1 чоловіків також старших 18 років.
Середній дохід на одне домашнє господарство  становив 60 674 долари США (медіана — 50 515), а середній дохід на одну сім'ю — 69 126 доларів (медіана — 61 563). Медіана доходів становила 44 625 доларів для чоловіків та 33 103 долари для жінок. За межею бідності перебувало 9,0 % осіб, у тому числі 17,3 % дітей у віці до 18 років та 3,4 % осіб у віці 65 років та старших.
Цивільне працевлаштоване населення становило 698 осіб. Основні галузі зайнятості: виробництво — 19,6 %, освіта, охорона здоров'я та соціальна допомога — 16,0 %, роздрібна торгівля — 9,5 %, мистецтво, розваги та відпочинок — 9,3 %.